# 울산 백양사 석조부도
백양사 석조부도(白楊寺 石造浮屠)는 울산광역시 중구 백양사에 있는 조선시대의 승탑이다. 2013년 8월 16일 울산광역시의 유형문화재 제28호로 지정되었다.

## 개요
백양사 사찰입구 좌측 낮은 언덕에 위치하며, 당호가 새겨져 있지 않아 탑주를 알 수 없음. 백양사 창건주인 백양대사(백양사창건 : 932년)의 탑이라고 전칭되나 양식적으로 맞지 않다.
이 부도는 하대, 중대, 상대석으로 이루어진 기단부에 구형의 탑신과 8각의 옥개석을 지닌 전형적인 편구형 탑의 양식을 보여주며, 이 같은 양식을 조선후기 경상도 일대에서 유행했던 양식이며, 전체적으로 대형부도에 속한다.
조선후기 부도의 전형적인 모습으로 조선후기 경상도지역의 석조미술 연구에 중요한 가치를 지니는 자료로 평가된다.

## 현지 안내문
백양사 석조부도는 전각형에 편구형 탑신을 지닌 전형적인 조선후기 부도의 양식을 띄고 있고. 기단부의 하대석과 중대석 상대석을 비롯하여 구형의 탑신과 팔각의 전각형 옥개석 그리고 상륜을 갖춘 왕형의 부도이다. 옥개석은 8각의 지붕형태로 묘사되었는데, 처마가 매우 두텁게 표현되어 둔중감을 준다. 처마의 전각부 2곳에는 원공이 남아 있으며, 이는 풍경과 같은 부착물을 달았던 것으로 보인다. 백양사의 창건주인 백양대사의 탑이라고는 전해지나, 신라시대 부도와는 양식적으로 맞지는 않다. 전체적으로 표면의 치석수법이 거칠지만 단독으로 부도전을 마련하였을 뿐 아니라 크기에 있어 비교적 대형에 속한다. 이같은 양식은 조선후기 부도의 전형적인 모습으로 경상도 일대에서 유행한 것으로 알려진다.

## 참고 자료
- 백양사 석조부도 - 국가유산청 국가유산포털